# Johnny Watson (futebolista)
Johnny Watson Navarro (La Victoria, 1963 – Ventanilla, 8 de dezembro de 1987) foi um futebolista profissional peruano que jogou nas equipas Sport Boys e Alianza Lima.
Watson morreu no desastre aéreo com o Alianza Lima em 1987.